# Albericus valkuriarum
Albericus valkuriarum är en groddjursart som beskrevs av Menzies 1999. Albericus valkuriarum ingår i släktet Albericus och familjen Microhylidae. IUCN kategoriserar arten globalt som livskraftig. Inga underarter finns listade i Catalogue of Life.